# Holenderski Kościół Reformowany
Holenderski Kościół Reformowany (staroniderlandzki i afr. Nederduitse Gereformeerde Kerk, niderl. Nederlandse Hervormde Kerk,  w skrócie: NHK) – kalwiński kościół w Holandii istniejący od lat 70. XVI wieku do 2004. 
Od XVII wieku do lat 60. XX wieku miał status kościoła państwowego. W 2004 roku NHK połączył się z Kościołami Reformowanymi Niderlandów oraz z Ewangelickim Kościołem Luterańskim tworząc Kościół Protestancki w Holandii. Część wiernych kościoła niechętna likwidacji odrębności Kościoła Reformowanego utworzyła Odtworzony Kościół Reformowany. NHK przed połączeniem liczył 2 mln wiernych zorganizowanych w 1350 kongregacjach. 
Na bazie Holenderskiego Kościoła Reformowanego wyodrębniły się lokalne kościoły reformowane w Stanach Zjednoczonych, Indonezji, Cejlonie, Tajwanie i największy spośród nich – południowoafrykański Nederduitse Gereformeerde Kerk.